# Superliga de Kosovo 2007-08
La Superliga de Kosovo 2007-08 (Raiffeisen Superliga e Futbollit të Kosovës) fue la 9.ª edición del campeonato de fútbol de primer nivel en Kosovo y la primera tras la declaración de la independencia. La temporada comenzó el 25 de agosto de 2007 y terminó el 1 de junio de 2008. El campeón fue el KF Prishtina.

## Sistema de competición
Un total de 16 equipos participaron entre sí todos contra todos 2 veces, totalizando 30 fechas. Al final de la temporada el primer clasificado se proclamó campeón. por otro lado los tres últimos clasificados descendieron a la Liga e Parë.

## Equipos participantes
| Club            | Ciudad       |
| --------------- | ------------ |
| Besa Pejë       | Peć          |
| Besiana         | Podujevo     |
| Drenica         | Skenderaj    |
| Drita           | Gjilan       |
| Flamurtari      | Pristina     |
| Fushë Kosova    | Kosovo Polje |
| Gjilani         | Gjilan       |
| Hysi            | Podujevo     |
| KEK-u           | Obilić       |
| 2 Korriku       | Pristina     |
| Kosova Vushtrri | Vučitrn      |
| Prishtina       | Pristina     |
| Shqiponja       | Peć          |
| Trepça          | Mitrovica    |
| Trepça'89       | Mitrovica    |
| Vëllaznimi      | Gjakova      |

## Tabla de posiciones
|    | Equipo          | PJ | PG | PE | PP | GF | GC | Dif | Pts |
| -- | --------------- | -- | -- | -- | -- | -- | -- | --- | --- |
| 1  | Prishtina       | 30 | 20 | 5  | 5  | 61 | 19 | 42  | 65  |
| 2  | Vëllaznimi      | 30 | 19 | 4  | 7  | 65 | 32 | 33  | 61  |
| 3  | Besa            | 30 | 18 | 4  | 8  | 77 | 43 | 34  | 58  |
| 4  | Gjilani         | 30 | 16 | 8  | 6  | 48 | 25 | 23  | 56  |
| 5  | Hysi            | 30 | 13 | 6  | 11 | 32 | 30 | 2   | 45  |
| 6  | Flamurtari      | 30 | 12 | 7  | 11 | 52 | 55 | -3  | 43  |
| 7  | Korriku         | 30 | 12 | 5  | 13 | 46 | 54 | -8  | 41  |
| 8  | Kosova Vushtrri | 30 | 11 | 7  | 12 | 44 | 34 | 10  | 40  |
| 9  | Trepça          | 30 | 10 | 10 | 10 | 40 | 36 | 4   | 40  |
| 10 | Drenica         | 30 | 11 | 6  | 13 | 33 | 43 | -10 | 39  |
| 11 | Trepça'89       | 30 | 11 | 6  | 13 | 52 | 47 | 5   | 39  |
| 12 | Drita           | 30 | 10 | 8  | 12 | 39 | 48 | -9  | 38  |
| 13 | KF Besiana*     | 30 | 10 | 7  | 13 | 31 | 49 | -18 | 37  |
| 14 | Fushë Kosova*   | 30 | 10 | 7  | 13 | 40 | 45 | -5  | 37  |
| 15 | Shqiponja       | 30 | 4  | 5  | 21 | 33 | 87 | -55 | 17  |
| 16 | KEK-u           | 30 | 3  | 5  | 22 | 22 | 68 | -46 | 14  |

* Jugaron un desempate por el descenso donde ganó el KF Besiana 5-4 por penales luego del empate 0-0.
|  | Campeón de Kosovo         |
|  | Descenso a la Liga e Parë |